# Château de Montquintin
Le château de Montquintin est un ancien château fort féodal situé en Wallonie dans le village belge de Montquintin en province de Luxembourg et Lorraine gaumaise. Les ruines, sises sur une butte témoin dominant la vallée du Ton, font actuellement l'objet d'un programme de restauration et de fouilles archéologiques.

## Histoire
Au Moyen Âge, Montquintin faisait partie du comté de Chiny, rattaché ensuite au Duché de Luxembourg. À l’origine, ce château n’était probablement qu’une tour destinée à défendre la frontière sud du comté et qui était fief de celui de Latour (village à proximité).
Au XIIIe siècle, vers 1255, le lieu échoit à Raoul, fils cadet du seigneur de Latour. C'est lui sans doute qui fait de Montquintin un véritable château. Il complète cette première tour carrée par un complexe castral en trapèze, cantonné de trois autres tours circulaires. Vers le XVe siècle, ces courtines abritent une maison-forte dans l'angle Sud-Ouest
Les défenses connaissent leur plus grand développement aux XVe et XVIe siècles, où Montquintin joue un rôle important dans les guerres franco-bourguignonnes. Le seigneur Jean de Ville, attaché au duc de Bourgogne, ou son beau-père et adversaire Didier de Landres, allié du duc de Lorraine, ajoutent une muraille de type Philippe-Auguste, dotée de casemates, de demi-tours, de tourelles et de terrasses d'artillerie.
Au XVIIe siècle, la famille de Suys, seigneur de Montquintin, modernise les lieux et transforme la demeure en une bâtisse à trois corps de bâtiments plus confortable, tout en conservant les défenses. Charles-Roland de Suys s'oppose aux armées de Louis XIV, et tentera même de reprendre par surprise la place-forte de Montmédy conquise en 1657.
Après bien des vicissitudes et destructions, dont deux dues aux armées de Louis XIV, le château devient en 1760 la retraite de Mgr Jean-Nicolas de Hontheim, évêque suffragant de Trèves, qui le racheta au comte Jean-Baptiste de Baillet-Latour. 
L’acte de vente du 20 novembre 1753, entre les Suys et le comte de Baillet-Latour, décrivait le château tel que dut le trouver Mgr de Hontheim sept ans plus tard : 
« Ladite maison seigneuriale appliquée à plusieurs logements, cour basse, cour haute, colombier, le tout fermé de fossés et de hautes murailles, flanquée de tours et tourelles, pont levier, entouré de profonds fossés ci-devant à eaux vives peuplées de poissons. »  Jean-Nicolas de Hontheim transforme le château en demeure de plaisance en supprimant des ouvrages défensifs et en agrandit  encore le corps de logis. Hontheim connut une certaine célébrité à partir de 1763, sous le pseudonyme de Justinus Febronius (calqué sur le nom de sa nièce, Justina Fébronia, moniale à l'abbaye de Juvigny), grâce à ses théories révolutionnaires, appelées fébronianisme, sur les rapports entre le pouvoir religieux, alors le pape Clément V, et le pouvoir séculier. 
Le château sera brûlé par les révolutionnaires français en 1794, puis reconstruit en 1803 par le neveu de l'évêque, Jean-Jacques de Hontheim. Après la mort de celui-ci, le château sera séparé de la ferme (basse cour) et passera entre différents propriétaires (de Castella, Weyland, de Dorlodot, Everaerts)  qui ne le conserveront guère, avant qu'un nouvel incendie ne réduise la demeure à l'état de ruines en 1869. Une ferme-épicerie prendra place dans une aile entre 1900 et 1935. Totalement abandonnés jusqu'en 1995, malgré plusieurs projets non aboutis, les vestiges sont depuis lors en cours de restauration. Le site est actuellement aux mains de l'ASBL "A MONTQUINTIN" qui ambitionne d'y créer un parc archéologique et historique ainsi qu'un espace de spectacles entouré de jardins .

## Transformations[2]
Au cours des siècles, le château a subi de nombreuses transformations : 
- La tour d'origine, au Nord, correspond à des modèles similaires du XIIe siècle. Elle évolua en château fort, cantonné de quatre tour d'angles (les trois autres sont circulaires) au XIIIe siècle. L'ensemble est orienté par ses tours exactement aux quatre points cardinaux
- Aux XVe et XVIe siècles, le château est doté d'un logis-maître dans son angle Sud-Ouest, et de remparts du type Philippe-Auguste sur son flanc septentrional. Ceux-ci comprennent un « bolwerk" (boulevard, bastion semi-circulaire) à l'est, une muraille longiligne au centre avec une demi-tour ronde et un second bastion  avec tourelle au nord-ouest. Ces remparts se poursuivaient vers le Sud puis contournaient le château jusqu'à une poterne ou un pont-levis à l'est.
- Les deux ailes sont déjà présentes sur les anciennes cartes (Villeneuve, Ferraris) mais ont subi des modifications:
- L’aile droite daterait du XVIIe siècle, modifiée au XVIIIe (baies cintrées) puis en 1899 (porte de grange). Le sous-sol de cette aile comprend une cave voûtée assez bien conservée.
- L’aile gauche : dépendances très étroites où se trouvaient des ateliers : le four à pain s'y trouve encore aujourd’hui. Sa façade actuelle aurait été reconstruite au XIXe siècle en retrait de la primitive qui serait également du XVIIe.
- Les deux tours cylindriques (angles Est et Ouest) sont caractéristiques du Moyen Âge. Néanmoins, elles furent aménagées étant donné l’évolution de l’armement (percement d'arquebusières à trous multiples). La tout Ouest est d'origine. La tout Est fut reconstruite au XVIIe siècle, avec un plan intérieur carré, à la place d'une tour, peut-être d'artillerie, en fer à cheval que l'on distingue encore sur la carte de Ferraris.
- Ferraris, qui se base parfois sur des pl;ans plus anciens, mentionne également une barbacane dans l'alignement de l'aile droite. Elle a totalement disparu.
- Le corps de logis central a le plus évolué : le logis seigneurial de XVe et XVIe siècles fut élargi au XVIIe, donnant un château à trois corps de bâtiments en U. La façade à cour fut agrandie au XVIIIe par Mgr von Hontheim, puis encore au XIXe par son neveu Jean-Jacques, à la suite des destructions de la Révolution française. Au-dessus de la porte principale, une inscription mentionnait: "Quod bellum destruxit, Anno 1794, Ab Hontheim restituit, Anno 1803".
- À cette époque, les défenses furent neutralisées, les tours Sud et Nord supprimées et les fossés comblés. Le glacis fut transformé en potager et des rampes de circulation aménagées dans les remparts. De vastes jardins occupaient la zone occidentale
- Au XIXe siècle, la courtine Est est abattue afin d'ouvrir la cour.
- Le château brûle encore par accident en 1869. Du XIXe siècle au XXe siècle, le corps de logis tombe en ruine et sert de carrière, surtout pour reconstruire le village bombardé durant les deux Guerres mondiales. Seules les ailes gauche et droite subsistent sous la forme d'une exploitation rurale avec grange, dénommé "Café-Epicerie de Lorraine" jusque 1937 ; l'aile droite brûle à son tour en 1937 et 1958.
- Acquises en 1988 par le musée gaumais (Virton) grâce à un soutien financier de la famille de Hontheim, les ruines, malheureusement délaissées, sont alors reprises en 1994 par l'asbl "A Montquintin". L'association, créée à cette fin, conçoit un important programme d'étude archéologique et de restauration; porté par des bénévoles. Le château de Montquintin est depuis lors affecté à des stages et des chantiers de maintenance, ainsi qu'à des animations extérieures (visites guidées, spectacles, concerts, etc.). Dans le futur, il devrait se voir doté d'un petit musée de site (aile gauche), de salles polyvalentes et d'un hébergement touristique (aile droite), ainsi que de jardins.